# The Naked Brothers Band (album)
The Naked Brothers Band è l'album di debutto del gruppo The Naked Brothers Band, contenente alcune canzoni della prima serie dell'omonima serie televisiva.
Le canzoni sono tutte scritte e cantate da Nat Wolff, ad eccezione di I Could Be e Alien Clones, scritte e cantate da Alex Wolff.

## Tracce
1. If That's Not Love – 2:14
2. Taxi Cab – 1:59
3. Banana Smoothie – 2:33
4. Crazy Car – 2:44
5. Girl Of My Dreams – 3:26
6. Fishing For Love – 2:32
7. I Indeed Can See – 3:17
8. I'm Out – 2:23
9. Sometimes I'll Be There – 3:15
10. L.A. – 2:42
11. I Could Be – 2:17
12. Beautiful Eyes – 2:40
13. Run – 3:01
14. Nowhere (I Miss My Family) – 3:24
15. Alien Clones – 2:44
16. Long Distance – 4:01
17. Catch Up With The End – 3:55